# Темрюкски залив
Темрю̀кский залив (на руски: Темрю̀кский залив) е плитководен залив в южната част на Азовско море, край западните брегове на Краснодарски край в Русия. Вдава се навътре в сушата на 27 km. Ширина на входа 60 km. Дълбочина около 10 m. Бреговете му са ниски, в по-голямата си част обрасли с камъщ, които чрез тесни пясъчни коси отделят няколко големи лимана – Ахтанизовски, Курчански, Източин, Войсковой и др. В южната му част се влива главният ръкав от делтата на Кубан, близо до устието на който е разположен град Темрюк. Замръзва в средата на януари, а се размразява през март.